# 엘리자베스 모스
엘리자베스 모스(Elisabeth Moss, 1982년 7월 24일 ~ )는 미국의 배우이다. 드라마 《웨스트 윙》의 조이 바틀리 역, 드라마 《매드맨》의 페기 올슨 역, 드라마 《핸드메이즈 테일》의 주인공 준 오스번 역으로 유명하다.
드라마 《매드맨》을 통해서 골든 글로브상 후보에 6회 올랐으며, 드라마 《탑 오브 더 레이크》를 통해 골든 글로브 TV미니시리즈 부문 여우주연상을 수상했다. 2017년, 드라마 《핸드메이즈 테일》을 통해서는 골든 글로브 텔레비전 드라마 시리즈 부문 여우주연상과 프라임타임 에미 드라마부문 여우주연상 등 다수의 시상식에서 상을 휩쓸었다.

## 작품 목록

### 영화
- 처음 만나는 자유 (1999)
- 들어는 봤니? 모건 부부 (2009)
- 컴 백 록스타 (2010)
- 그린랜턴: 에메랄드 나이츠 (2011)
- 온 더 로드 (2014)
- 더 원 아이 러브 (2014)
- 트루스 (2015)
- 하이-라이즈 (2015)
- 더 스퀘어 (2017) - 앤 역
- 매드 투 비 노멀 (2017)
- 갈매기 (2018) - 마샤 역
- 미스터 스마일 (2018)
- 그녀의 내음 (2018) - 벡키 역
- 어스 (2019)
- 인비저블맨 (2020)
- 셜리 (2020) - 셜리 잭슨 역
- 넥스트 골 윈즈 (2023)

### 텔레비전
- 웨스트 윙 (1999-2006)
- 매드맨 (2007-15)
- 탑 오브 더 레이크 (2013, 2017)
- 핸드메이즈 테일 (2017-)